# Laurent Bougère
Pour les articles homonymes, voir Bougère.
Laurent Bougère est un homme politique français né le 14 décembre 1864 à Angers (Maine-et-Loire) et décédé le 18 août 1918 à Savennières (Maine-et-Loire)
Frère de Ferdinand Bougère, il est employé dans la banque familiale, qu'il dirige à partir de 1885, ainsi qu'une entreprise de matériaux de chemin de fer. Il est conseiller d'arrondissement, conseiller municipal d'Angers et conseiller général du canton de Candé. Il est député de Maine-et-Loire de 1893 à 1918, siégeant à droite.

## Sources
- « Laurent Bougère », dans le Dictionnaire des parlementaires français (1889-1940), sous la direction de Jean Jolly, PUF, 1960 [détail de l’édition]